# Heteroleuca apicilineata
Heteroleuca apicilineata är en fjärilsart som beskrevs av Paul Dognin 1893. Heteroleuca apicilineata ingår i släktet Heteroleuca och familjen mätare. Inga underarter finns listade i Catalogue of Life.